# 内马尼亚·迪米特里耶维奇
内马尼亚·迪米特里耶维奇（1992年2月7日—），塞尔维亚男子田径运动员。他曾代表塞尔维亚参加2016年夏季残疾人奥林匹克运动会田径比赛，获得男子标枪F13级铜牌。